# Bầu cử tổng thống Hoa Kỳ 1836
Cuộc bầu cử tổng thống Hoa Kỳ năm 1836 là cuộc bầu cử tổng thống bốn năm một lần thứ 13, được tổ chức từ thứ năm, ngày 2 tháng 11 đến thứ tư ngày 7 tháng 12, 1836. Trong chiến thắng bầu cử thứ ba liên tiếp cho Đảng Dân chủ , Phó Tổng thống đương nhiệm Martin Van Buren đã đánh bại bốn ứng cử viên do Đảng Whig mới thành lập.
Đại hội Quốc gia đảng Dân chủ năm 1835 đã đề cử Van Buren (người kế nhiệm được lựa chọn cẩn thận của Tổng thống Andrew Jackson) và Hạ nghị sĩ Richard Mentor Johnson của Kentucky. Đảng Whig, chỉ mới nổi lên gần đây và chủ yếu được thống nhất bởi phe đối lập của Jackson, vẫn chưa được tổ chức đầy đủ để đồng ý về một ứng cử viên duy nhất. Với hy vọng buộc phải có một cuộc bầu cử phụ tại Hạ viện bằng cách từ chối đảng Dân chủ chiếm đa số đại cử tri, đảng Whig đã tranh cử nhiều ứng cử viên. Hầu hết các bang miền Bắc và biên giới của đảng Whig ủng hộ đề cử cựu Thượng nghị sĩ William Henry Harrison của Ohio, trong khi hầu hết các bang miền Nam ủng hộ đề cử Thượng nghị sĩ Hugh Lawson White của Tennessee lãnh đạo. Hai đề cử khác, Daniel Webster và Willie Person Mangum, lần lượt mang đề cử cho Massachusetts và Nam Carolina trên đề cử một tiểu bang.
Mặc dù phải đối mặt với nhiều ứng cử viên, Van Buren đã giành được đa số phiếu đại cử tri và ông đã giành được đa số phiếu phổ thông ở cả miền Bắc và miền Nam. Tuy nhiên, chiến lược Whig đã đến rất gần với thành công, khi Van Buren giành được vị trí quyết định của bang Pennsylvania chỉ hơn hai điểm. Khi các đại cử tri của Virginia bỏ phiếu cho Van Buren nhưng từ chối bầu cho Johnson, Johnson đã thiếu một phiếu so với đa số đại cử tri, buộc phải có một cuộc bầu cử phụ cho chức phó tổng thống. Trong cuộc bầu cử phụ đó, Thượng viện Hoa Kỳ đã bầu Johnson thay cho người đồng tranh cử của Harrison, Francis Granger, trong lá phiếu đầu tiên.
Van Buren là phó tổng thống đương nhiệm thứ ba giành chiến thắng trong cuộc bầu cử làm tổng thống, một sự kiện sẽ không xảy ra một lần nữa cho đến năm 1988. Harrison về thứ hai trong cả cuộc bỏ phiếu phổ thông và đại cử tri, và thành tích mạnh mẽ của ông đã giúp ông giành được đề cử của Đảng Whig trong cuộc bầu cử tổng thống năm 1840. Cuộc bầu cử năm 1836 có ý nghĩa quan trọng trong việc phát triển Hệ thống Đảng thứ hai và hệ thống hai đảng ổn định nói chung. Vào cuối cuộc bầu cử, gần như mọi phe phái độc lập đã bị cả Đảng Dân chủ hoặc Đảng Whig sát nhập.

## Đề cử

### Đề cử của Đảng Dân chủ
| Đề cử của Đảng Dân chủ năm 1836        |                                                                   |
| Martin Van Buren                       | Richard M. Johnson                                                |
| cho Tổng thống                         | cho Phó Tổng thống                                                |
|                                        |                                                                   |
| Phó Tổng thống Hoa Kỳthứ 8 (1833–1837) | Hạ nghị sĩ Hoa Kỳtừ Quận Quốc hội thứ 13 của Kentucky (1833–1837) |

Đại hội toàn quốc Đảng Dân chủ năm 1835 được tổ chức ở  Baltimore, Maryland, vào ngày 20-22 tháng 5 năm 1835. Đương kim tổng thống Andrew Jackson, người đã tuyên bố về hưu sau 2 nhiệm kì, công khai tán thành đề cử của Phó Tổng thống của ông, Martin Van Buren từ New York, và Hạ nghị sĩ Richard M. Johnson của Kentucky, một anh hùng trong Chiến tranh năm 1812.
Một số người miền Nam phản đối đề cử của Johnson, do mối quan hệ cởi mở của ông với một phụ nữ nô lệ, người mà ông coi là vợ trên thực tế. Tại đại hội, Van Buren được nhất trí đề cử, nhưng các đại biểu Virginia ủng hộ Thượng nghị sĩ William Cabell Rives chống lại Johnson. Tuy nhiên, Rives nhận được rất ít sự hỗ trợ; Johnson cũng được đề cử. 
| Ứng cử viên Tổng thống |     | Ứng cử viên Phó Tổng thống |     |
| ---------------------- | --- | -------------------------- | --- |
| Martin Van Buren       | 265 | Richard M. Johnson         | 178 |
|                        |     | William C. Rives           | 87  |

### Đề cử của Đảng Whig
| Những ứng cử viên tổng thống của Đảng Whig | Những ứng cử viên tổng thống của Đảng Whig                         |
| ------------------------------------------ | ------------------------------------------------------------------ |
|                                            | William Henry Harrison Cựu Thượng nghị sĩ Hoa Kỳ từ Ohio           |
|                                            | Daniel Webster Thượng nghị sĩ Hoa Kỳ từ Massachusetts              |
|                                            | Hugh L. White Thượng nghị sĩ Hoa Kỳ từ Tennessee                   |
|                                            | Willie Person Mangum Thượng nghị sĩ Hoa Kỳ từ North Carolina       |
| Những ứng cử viên phó tổng thống đảng Whig |                                                                    |
|                                            | Francis Granger Hạ nghị sĩ Hoa Kỳ từ Quận Quốc hội 26 của New York |
|                                            | John Tyler Thượng nghị sĩ Hoa Kỳ từ Virginia                       |

Đảng Whig nổi lên trong cuộc bầu cử giữa kỳ năm 1834 với tư cách là phe đối lập chính với Đảng Dân chủ. Đảng được thành lập từ các thành viên của Đảng Cộng hòa Quốc gia, Đảng Chống Masonic, những người ủng hộ Jackson bất mãn, và những tàn dư nhỏ của Đảng Liên bang (những người có hoạt động chính trị cuối cùng với họ một thập kỷ trước). Một số người miền Nam tức giận trước sự phản đối của Jackson đối với quyền của các bang, bao gồm cả Thượng nghị sĩ John C. Calhoun và Đảng Nullifier, cũng tạm thời gia nhập liên minh với Whig.
Không giống như đảng Dân chủ, đảng Whig không tổ chức đại hội quốc gia. Thay vào đó, các cơ quan lập pháp tiểu bang và đại hội tiểu bang đề cử ứng cử viên, là lý do tại sao rất nhiều ứng cử viên từ đảng Whig tranh cử trong cuộc tổng tuyển cử. Đảng Nullifier miền Nam đã đặt Thượng nghị sĩ Tennessee Hugh Lawson White vào cuộc tranh cử tổng thống vào năm 1834 ngay sau khi mối quan hệ giữa ông và Jackson đổ vỡ. White là người ôn hòa về vấn đề quyền lợi của các bang, điều này khiến ông được chấp nhận ở miền Nam, nhưng ở miền Bắc thì không. Các cơ quan lập pháp của bang Alabama và Tennessee đã chính thức đề cử White. Cơ quan lập pháp bang Nam Carolina đã đề cử Thượng nghị sĩ Willie Person Mangum của Bắc Carolina. Đến đầu năm 1835, Thượng nghị sĩ Daniel Webster của Massachusetts đang xây dựng sự ủng hộ giữa những người Whig miền Bắc. Cả Webster và White đều sử dụng các cuộc tranh luận tại Thượng viện để xác lập lập trường của họ về các vấn đề trong ngày, khi các tờ báo đưa nội dung bài phát biểu của họ ra toàn quốc. Cơ quan lập pháp Pennsylvania đã đề cử cựu tướng nổi tiếng William Henry Harrison, người đã chỉ huy lực lượng Mỹ trong trận Tippecanoe. Đảng Whig hy vọng rằng danh tiếng anh hùng quân sự của Harrison có thể giành được sự ủng hộ của cử tri. Harrison nhanh chóng thay thế Webster trở thành ứng cử viên ưu tiên của Đảng Whig miền Bắc. Các cơ quan lập pháp của bang, đặc biệt là ở các bang lớn hơn, cũng đề cử nhiều ứng cử viên phó tổng thống khác nhau.
Mặc dù có nhiều ứng cử viên, chỉ có một đề cử Whig ở mỗi tiểu bang. Đảng Whig kết thúc với hai đề cử chính: William Henry Harrison cho vị trí tổng thống và Francis Granger cho vị trí phó tổng thống ở miền Bắc cùng các bang biên giới, với Hugh Lawson White cho vị trí tổng thống và John Tyler cho vị trí phó tổng thống ở miền Trung và miền Nam. Ở Massachusetts, đề cử là Daniel Webster và Granger. Ở Nam Carolina, đề cử là Mangum cho tổng thống và Tyler cho phó tổng thống. Trong số bốn ứng cử viên tổng thống của Đảng Whig, chỉ có Harrison là người có mặt trong lá phiếu ở đủ tiểu bang để có thể tính toán được để anh ta giành được đa số trong Đại cử tri đoàn, và thậm chí sau đó, nó sẽ yêu cầu anh ta giành được bang New York quê hương của Van Buren.

### Đề cử của Đảng chống Masonic
Sau khi những quan điểm tiêu cực về Hội Tam điểm trong một bộ phận lớn công chúng bắt đầu suy yếu vào giữa những năm 1830, Đảng Chống Masonic bắt đầu tan rã. Một số thành viên của nó bắt đầu chuyển sang Đảng Whig, đảng này có cơ sở vấn đề rộng hơn so với Những người chống Mason. Đảng Whig cũng được coi là một sự thay thế tốt hơn cho Đảng Dân chủ.
Một đại hội cấp bang cho Đảng Chống Masonic được tổ chức tại Harrisburg, Pennsylvania từ ngày 14 đến 17 tháng 12 năm 1835, để chọn các Đại cử tri Tổng thống cho cuộc bầu cử năm 1836. Hội nghị nhất trí đề cử William Henry Harrison làm Tổng thống và Francis Granger cho Phó Tổng thống. Công ước chống Masonic của bang Vermont được thực hiện vào ngày 24 tháng 2 năm 1836. Các nhà lãnh đạo chống Masonic không thể có được sự đảm bảo từ Harrison rằng ông không phải là người Mason, vì vậy họ triệu tập mật đại hội quốc gia. Đại hội Quốc gia chống Masonic lần thứ hai được tổ chức tại Philadelphia vào ngày 4 tháng 5 năm 1836. Cuộc họp gây chia rẽ, nhưng đa số đại biểu chính thức tuyên bố rằng đảng không đề cử cho cuộc bầu cử tổng thống năm 1836 và đề xuất một cuộc họp vào năm 1837 để thảo luận về tương lai của đảng.

### Đề cử của Đảng Nullifier
Đảng Nullifier cũng đã bắt đầu suy giảm mạnh kể từ cuộc bầu cử trước, sau khi rõ ràng rằng học thuyết vô hiệu hóa thiếu sự ủng hộ đầy đủ bên ngoài cơ sở chính trị của đảng ở Nam Carolina để biến Nullifier trở thành một đảng rìa trên toàn quốc. Nhiều thành viên trong đảng bắt đầu chuyển sang Đảng Dân chủ, nhưng không có nghi ngờ gì về việc đảng này tán thành việc Van Buren tranh cử tổng thống, vì ông và Calhoun từng là kẻ thù không đội trời chung. Thấy không có lợi trong việc đề cử riêng họ, Calhoun đã thúc đẩy cả nhóm ủng hộ vé của White / Tyler, vì trước đó White đã đứng về phía đối lập với Jackson trong Cuộc khủng hoảng vô hiệu hóa.

## Tổng tuyển cử

### Chiến dịch

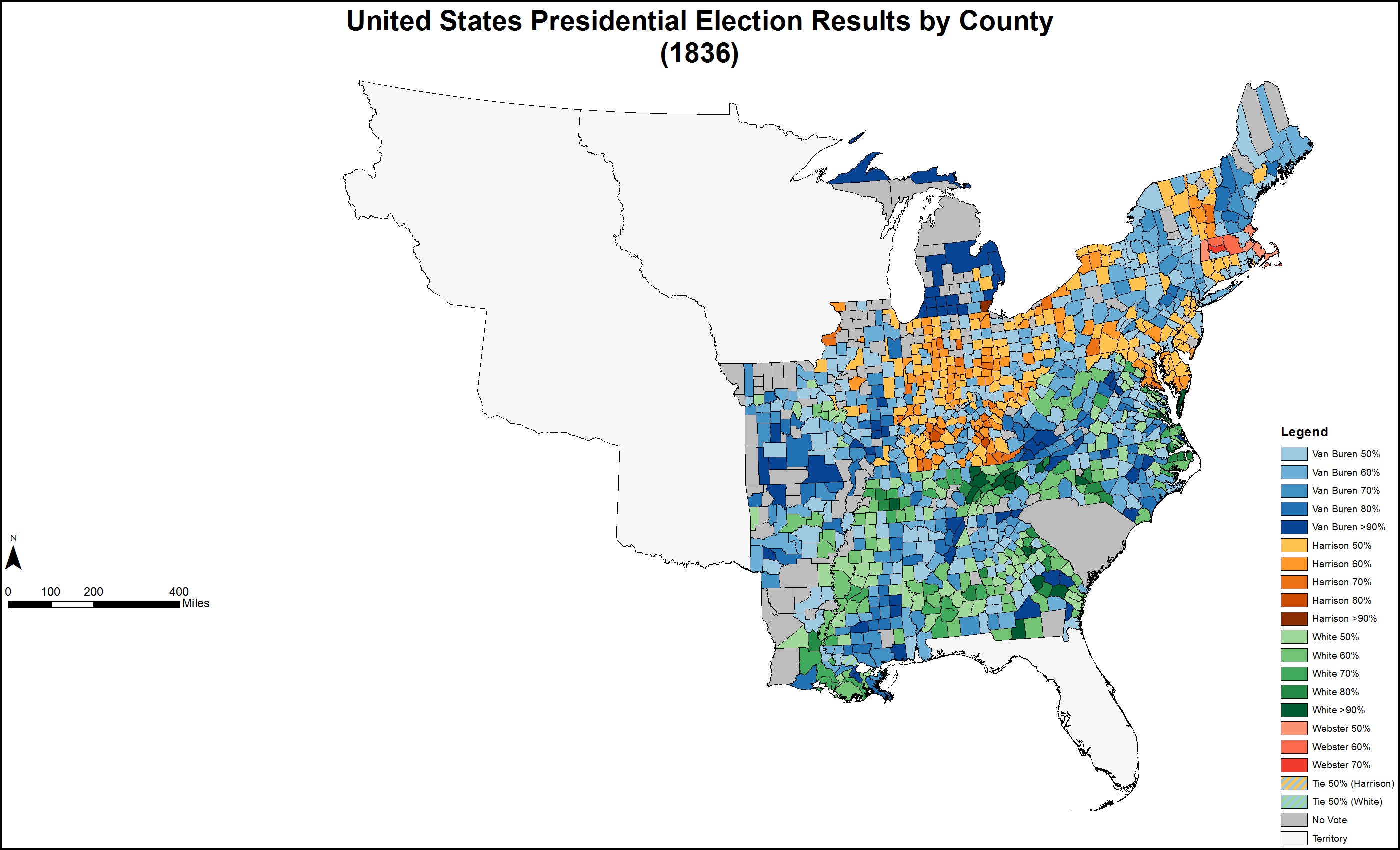
Kết quả theo quận cho biết rõ ràng tỷ lệ ứng cử viên chiến thắng ở mỗi quận. Sắc xanh lam dành cho Van Buren (Dân chủ), sắc cam dành cho Harrison (Whig), sắc xanh lục cho Trắng (Whig) và sắc đỏ dành cho Webster (Whig).

Sau cuộc nổi dậy của nô lệ Nat Turner và các sự kiện khác, chế độ nô lệ nổi lên như một vấn đề chính trị ngày càng nổi cộm. Calhoun đã công kích Van Buren, nói rằng ông không thể được tin tưởng để bảo vệ các lợi ích của miền Nam và cáo buộc Phó Tổng thống đương nhiệm liên kết với những người theo chủ nghĩa bãi nô. Van Buren đã đánh bại Harrison với tỷ số từ 51,4% đến 48,6% ở miền Bắc, và ông đánh bại White với tỷ số tương tự từ 50,7% đến 49,3% ở miền Nam.

### Tranh chấp
Một tranh chấp tương tự như ở Indiana năm 1817 và Missouri năm 1821 đã nảy sinh trong quá trình kiểm phiếu đại cử tri. Michigan chỉ trở thành một tiểu bang vào ngày 26 tháng 1 năm 1837 và đã bỏ phiếu đại cử tri cho tổng thống trước ngày đó. Dự đoán được một thách thức đối với kết quả, Quốc hội đã quyết định vào ngày 4 tháng 2 năm 1837, rằng trong thời gian kiểm phiếu bốn ngày sau, cuộc kiểm phiếu cuối cùng được đọc hai lần, một lần có Michigan và một lần không có Michigan. Việc kiểm đếm được tiến hành phù hợp với thời điểm ấy. Cuộc tranh cãi không ảnh hưởng đến kết quả cuối cùng: Van Buren dù được bầu bởi bất cứ cách nào thì  cũng sẽ giành đa số ở cả hai miền, đồng thời cũng không ứng cử viên nào có đa số cho chức phó tổng thống.

### Kết quả
Chiến lược của Whig đã thất bại trong gang tấc trong việc ngăn cản Van Buren được bầu làm tổng thống, mặc dù ông đã giành được phần nào thấp hơn trong số phiếu phổ thông và ít phiếu đại cử tri hơn Andrew Jackson có được trong một trong hai cuộc bầu cử trước đó.
Bang quan trọng trong cuộc bầu cử này là Pennsylvania, mà Van Buren đã giành chiến thắng từ Harrison với đa số phiếu bầu chỉ là 4.222 phiếu. Nếu Harrison giành được bang, Van Buren sẽ bị thiếu 8 phiếu so với đa số Đại cử tri đoàn - mặc dù nhận được đa số (50,48%) trong cuộc bỏ phiếu phổ thông - và mục tiêu của Whig là buộc cuộc bầu cử vào Hạ viện (phù hợp với với Tu chính án thứ mười hai đối với Hiến pháp Hoa Kỳ) sẽ thành công.
Trong một cuộc bầu cử phụ, Hạ viện sẽ được yêu cầu chọn giữa Van Buren, Harrison và White là ba ứng cử viên có nhiều phiếu đại cử tri nhất. Những người ủng hộ Jackson đã kiểm soát đủ các phái đoàn tiểu bang (14 trong số 26) và đủ ghế Thượng viện (31 trong số 52) để giành được cả Tổng thống và Phó Tổng thống trong một cuộc bầu cử phụ.
Đây là cuộc bầu cử cuối cùng mà đảng Dân chủ giành chiến thắng ở Connecticut, Rhode Island và North Carolina cho đến năm 1852. Đây cũng là cuộc bầu cử duy nhất Nam Carolina bỏ phiếu cho đảng Whigs và lần cuối cùng bỏ phiếu chống lại đảng Dân chủ cho đến năm 1868. Đây cũng là lần cuối cùng một đảng viên Dân chủ được bầu vào chức vụ tổng thống Hoa Kỳ kế nhiệm một đảng viên Dân chủ đã từng hai nhiệm kỳ làm tổng thống Hoa Kỳ.
| Ứng cử viên tổng thống         | Đảng                           | Bang nhà                       | Phiếu phổ thông (a)            | Phiếu phổ thông (a)            | Phiếu đại cử tri |
| Ứng cử viên tổng thống         | Đảng                           | Bang nhà                       | Số phiếu                       | %                              | Phiếu đại cử tri |
| ------------------------------ | ------------------------------ | ------------------------------ | ------------------------------ | ------------------------------ | ---------------- |
| Martin Van Buren               | Dân chủ                        | New York                       | 764.176                        | 50,83%                         | 170              |
| William Henry Harrison         | Whig                           | Ohio                           | 550.816                        | 36,63%                         | 73               |
| Hugh Lawson White              | Whig                           | Tennessee                      | 146.107                        | 9,72%                          | 26               |
| Daniel Webster                 | Whig                           | Massachusetts                  | 41,201                         | 2,74%                          | 14               |
| Willie Person Mangum           | Whig                           | Bắc Carolina                   | - (b)                          | -                              | 11               |
| Khác                           | Khác                           | Khác                           | 1.234                          | 0,08%                          | 0                |
| Tổng cộng                      | Tổng cộng                      | Tổng cộng                      | 1.503.534                      | 100,0%                         | 294              |
| Cần thiết để giành chiến thắng | Cần thiết để giành chiến thắng | Cần thiết để giành chiến thắng | Cần thiết để giành chiến thắng | Cần thiết để giành chiến thắng | 148              |

a) Các số liệu phổ thông đầu phiếu loại trừ Nam Carolina, nơi các đại cử tri được cơ quan lập pháp tiểu bang chọn thay vì phổ thông đầu phiếu.
(b) Mangum đã nhận được phiếu đại cử tri của mình từ Nam Carolina, nơi các đại cử tri được chọn bởi các cơ quan lập pháp của bang thay vì phổ thông đầu phiếu.
| \| Popular vote \| Popular vote \| Popular vote \| Popular vote \| Popular vote \| \| ------------ \| ------------ \| ------------ \| ------------ \| ------------ \| \| \| \| \| \| \| \| Van Buren \| Van Buren \| \| 50.83% \| 50.83% \| \| Harrison \| Harrison \| \| 36.63% \| 36.63% \| \| White \| White \| \| 9.72% \| 9.72% \| \| Webster \| Webster \| \| 2.74% \| 2.74% \| \| Khác \| Khác \| \| 0.08% \| 0.08% \| |           |  |        |        |
| Popular vote |           |  |        |        |
| |           |  |        |        |
| Van Buren | Van Buren |  | 50.83% | 50.83% |
| Harrison | Harrison  |  | 36.63% | 36.63% |
| White | White     |  | 9.72%  | 9.72%  |
| Webster | Webster   |  | 2.74%  | 2.74%  |
| Khác | Khác      |  | 0.08%  | 0.08%  |

| \| Electoral vote \| Electoral vote \| Electoral vote \| Electoral vote \| Electoral vote \| \| -------------- \| -------------- \| -------------- \| -------------- \| -------------- \| \| \| \| \| \| \| \| Van Buren \| Van Buren \| \| 57.82% \| 57.82% \| \| Harrison \| Harrison \| \| 24.83% \| 24.83% \| \| White \| White \| \| 8.84% \| 8.84% \| \| Webster \| Webster \| \| 4.76% \| 4.76% \| \| Mangum \| Mangum \| \| 3.74% \| 3.74% \| |           |  |        |        |
| Electoral vote |           |  |        |        |
| |           |  |        |        |
| Van Buren | Van Buren |  | 57.82% | 57.82% |
| Harrison | Harrison  |  | 24.83% | 24.83% |
| White | White     |  | 8.84%  | 8.84%  |
| Webster | Webster   |  | 4.76%  | 4.76%  |
| Mangum | Mangum    |  | 3.74%  | 3.74%  |

| Ứng cử viên phó tổng thống     | Đảng                           | Bang nhà                       | Phiếu đại cử tri |
| ------------------------------ | ------------------------------ | ------------------------------ | ---------------- |
| Richard M. Johnson             | Dân chủ                        | Kentucky                       | 147              |
| Francis Granger                | Whig                           | New York                       | 77               |
| John Tyler                     | Whig                           | Virginia                       | 47               |
| William Smith                  | Dân chủ                        | Alabama                        | 23               |
| Tổng cộng                      | Tổng cộng                      | Tổng cộng                      | 294              |
| Cần thiết để giành chiến thắng | Cần thiết để giành chiến thắng | Cần thiết để giành chiến thắng | 148              |

## Thư viện

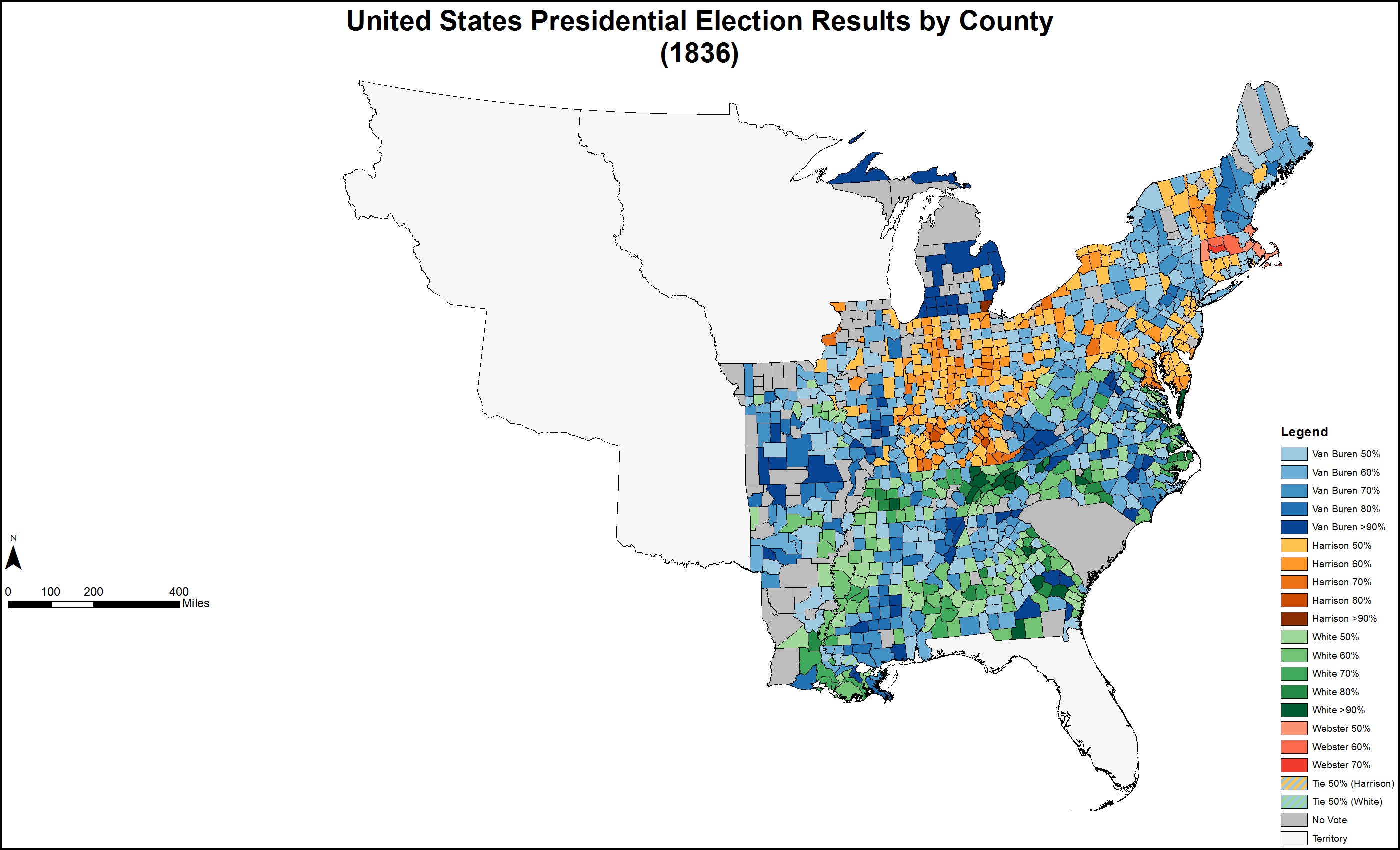
Map of presidential election results by county
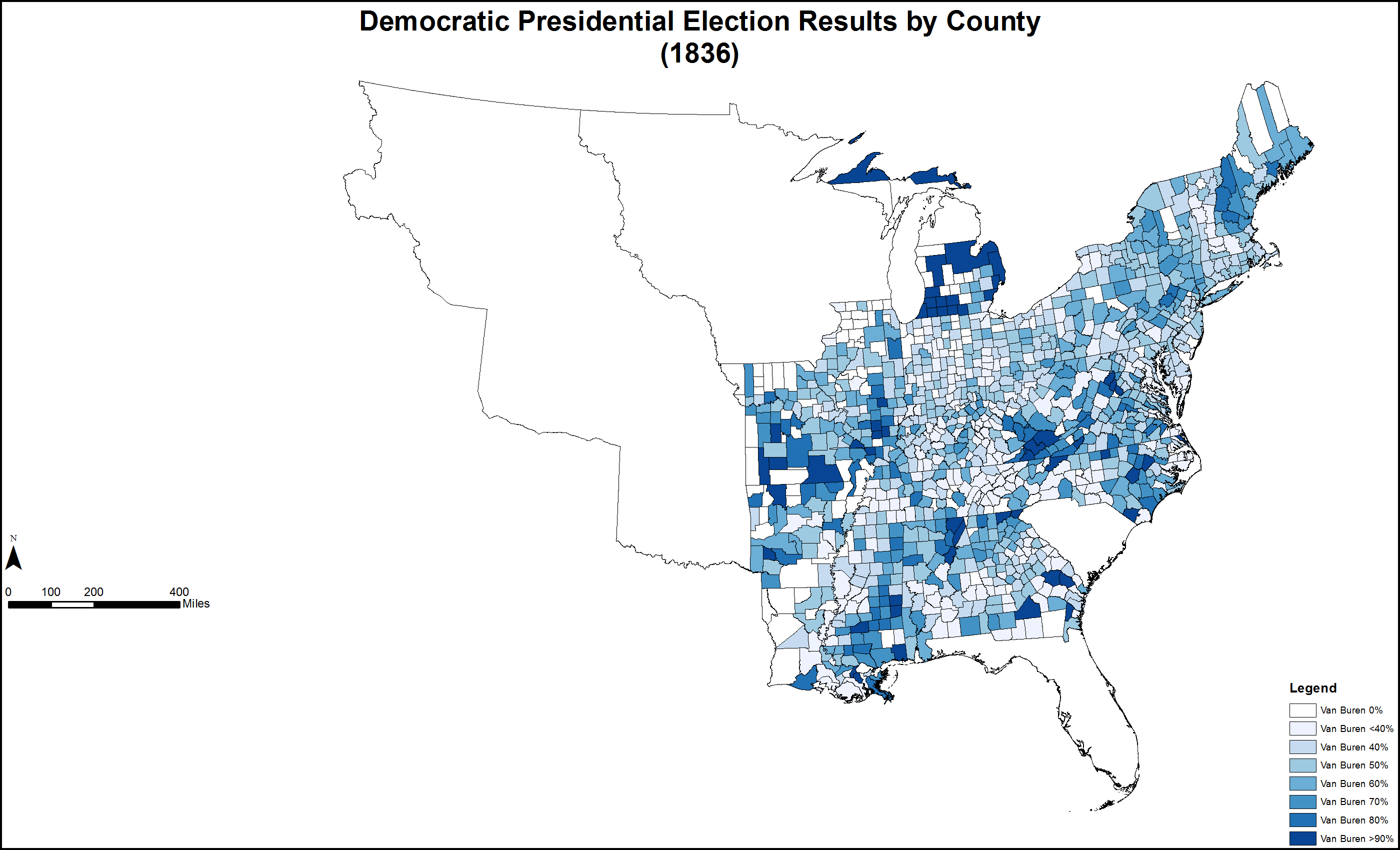
Map of Democratic presidential election results by county
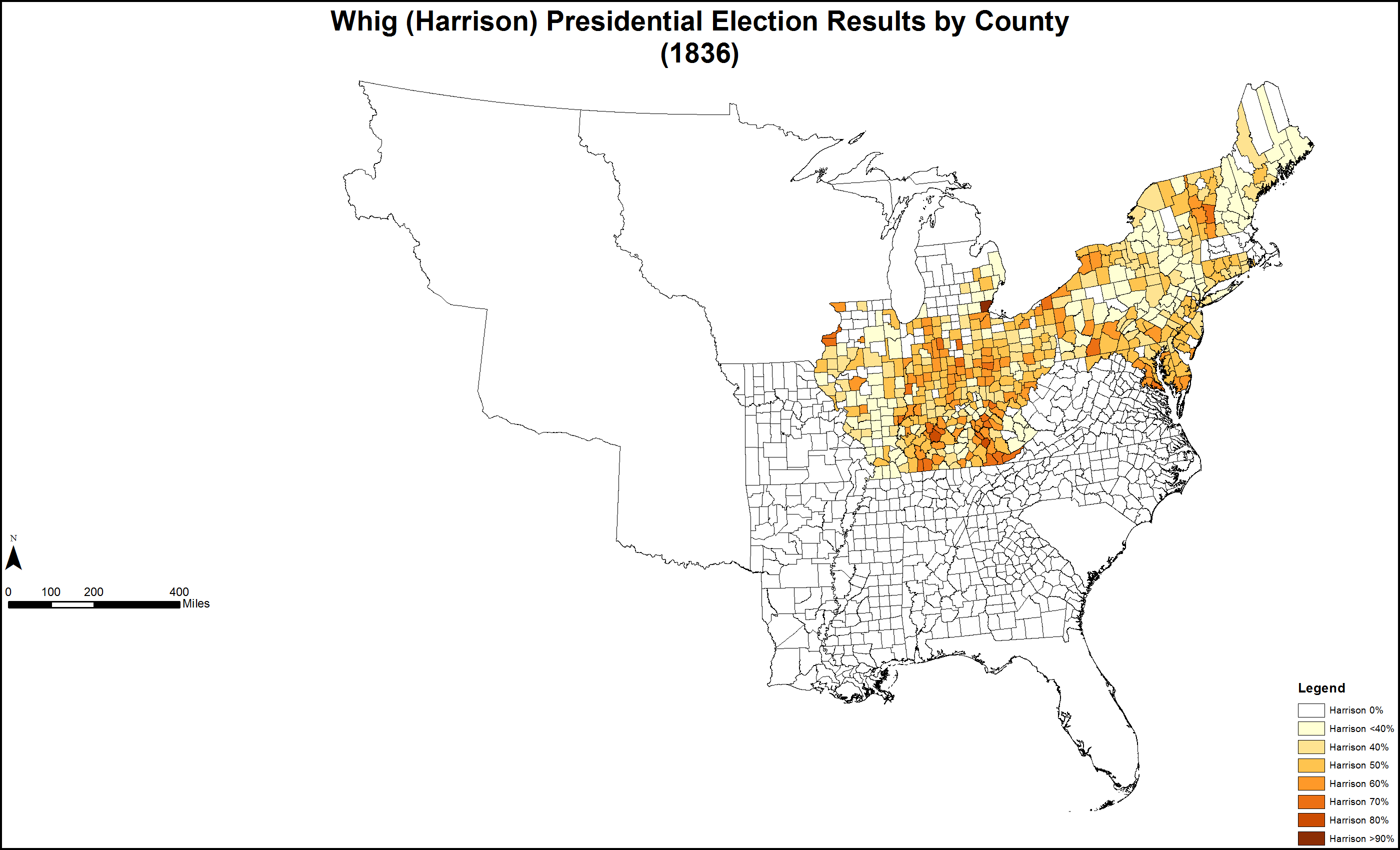
Map of Harrison Whig presidential election results by county
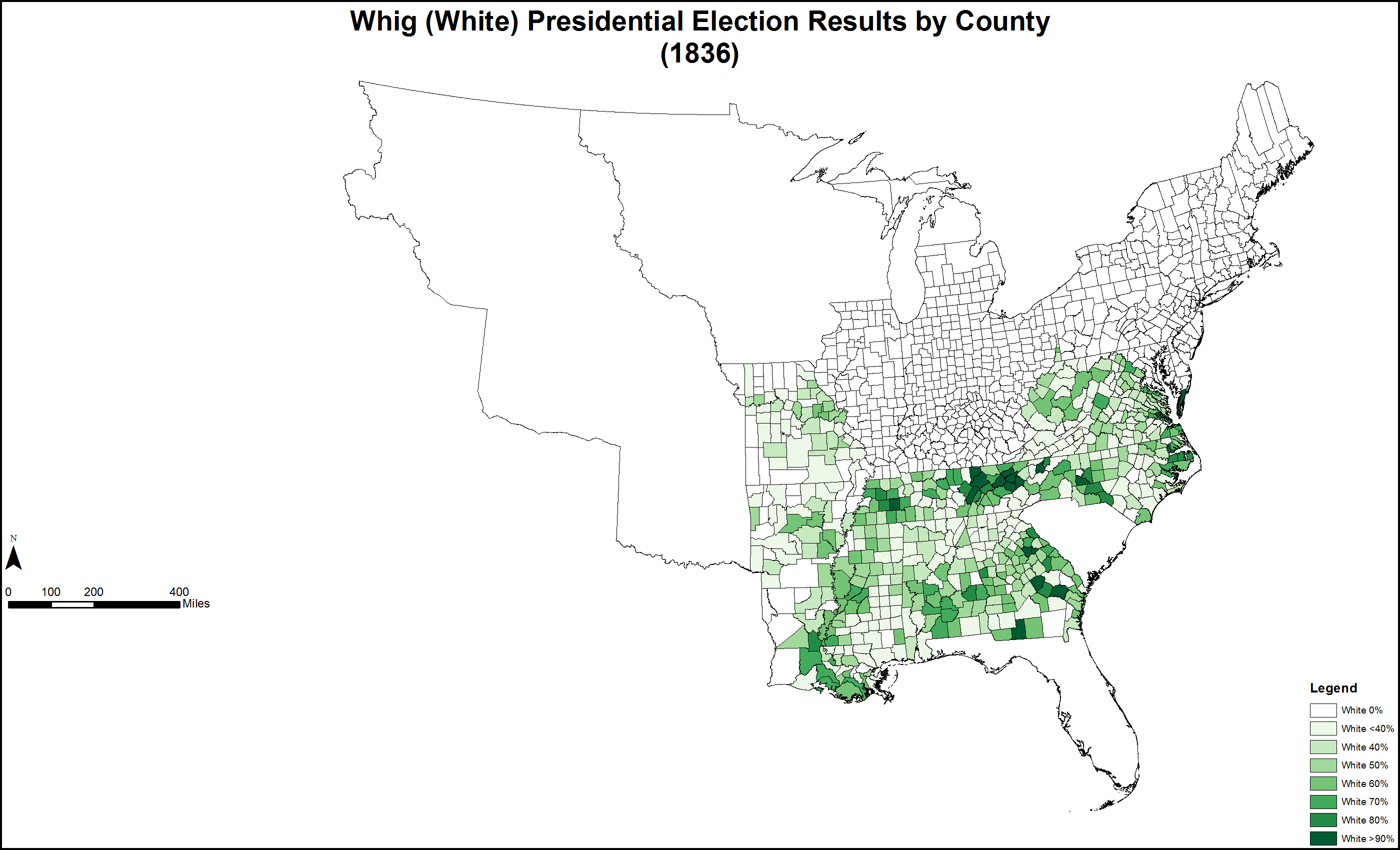
Map of White Whig presidential election results by county
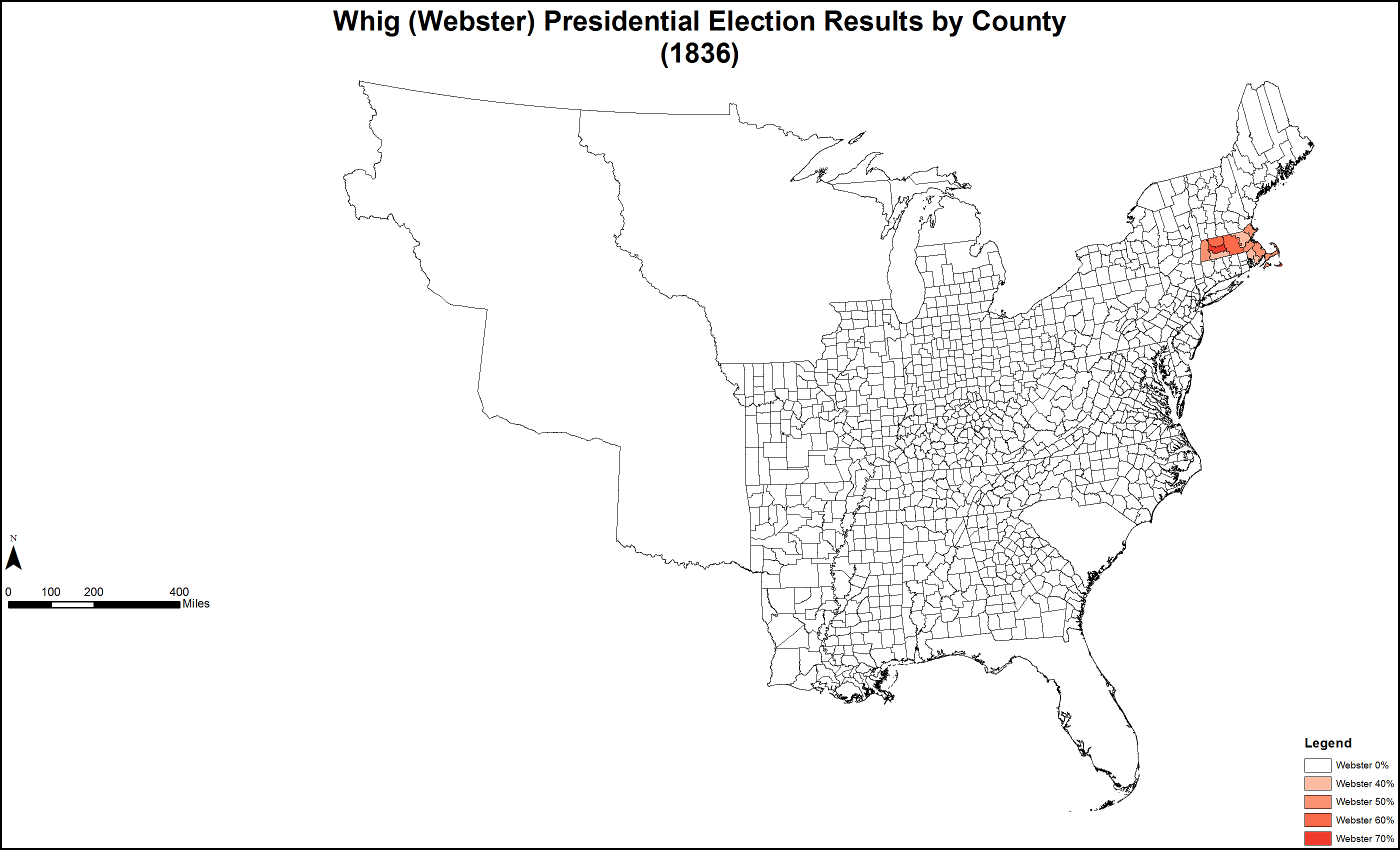
Map of Webster Whig presidential election results by county

## Bầu cử phụ phó tổng thống Hoa Kỳ, 1837
Trong một diễn biến bất thường, 23 đại cử tri của Virginia, những người đều cam kết với Van Buren và người đồng tranh cử của ông Richard Mentor Johnson, đã trở thành những đại cử tri bất tín nhiệm do bất đồng quan điểm liên quan đến mối quan hệ giữa các chủng tộc của Johnson với một nô lệ  và từ chối bỏ phiếu cho Johnson, thay vào đó bỏ phiếu bầu phó tổng thống của họ cho cựu thượng nghị sĩ Nam Carolina William Smith.
Điều này khiến Johnson thiếu một phiếu đại cử tri so với đa số Đại cử tri đoàn, buộc một cuộc bầu cử phụ tại Thượng viện được quyết định giữa hai người nhận phiếu cao nhất, Johnson và Francis Granger.
Vì không có ứng cử viên nào cho vị trí phó tổng thống nhận được đa số phiếu đại cử tri, Thượng viện Hoa Kỳ đã tổ chức một cuộc bầu cử phụ, trong đó hai ứng cử viên nhận được nhiều phiếu đại cử tri nhất, Richard Johnson và Francis Granger, là những ứng cử viên. Vào ngày 8 tháng 2 năm 1837, Johnson được bầu vào lá phiếu đầu tiên với số phiếu từ 33 so với 16; cuộc bỏ phiếu được tiến hành phần lớn theo các đường lối của đảng, mặc dù với ba thành viên đảng Whig bỏ phiếu cho Johnson, một đảng viên Dân chủ bỏ phiếu cho Granger và ba phiếu trắng (Hugh L. White từ chối bỏ phiếu vì sự tôn trọng đối với người tranh cử của chính mình, John Tyler, trong khi hai đảng viên Nullifier từ chối ủng hộ một trong hai ứng cử viên). Đây là lần duy nhất Thượng viện thực hiện quyền này.
| 8 tháng 2 năm 1837                | 8 tháng 2 năm 1837                | 8 tháng 2 năm 1837                | 8 tháng 2 năm 1837 | 8 tháng 2 năm 1837 |
| Đảng                              | Đảng                              | Ứng cử viên                       | Số phiếu           | %                  |
| --------------------------------- | --------------------------------- | --------------------------------- | ------------------ | ------------------ |
|                                   | Democratic                        | Richard M. Johnson                | 33                 | 63,46%             |
|                                   | Whig                              | Francis Granger                   | 16                 | 30,77%             |
|                                   | —                                 | Not voting                        | 3                  | 5,77%              |
| Tổng cộng thành viên              | Tổng cộng thành viên              | Tổng cộng thành viên              | 52                 | 100                |
| Số phiếu cần thiết để chiến thắng | Số phiếu cần thiết để chiến thắng | Số phiếu cần thiết để chiến thắng | 27                 | >50                |

## Lựa chọn cử tri đoàn
| Phương pháp lựa chọn đại cử tri                       | Bang sử dụng              |
| ----------------------------------------------------- | ------------------------- |
| Mỗi Đại cử tri do cơ quan lập pháp tiểu bang bổ nhiệm | Nam Carolina              |
| Mỗi Đại cử tri do cử tri trên toàn tiểu bang lựa chọn | (tất cả các bang còn lại) |